# Ciudnivți, Lubnî
Ciudnivți (în ucraineană Чуднівці) este un sat în comuna Vîșciîi Bulateț din raionul Lubnî, regiunea Poltava, Ucraina.

## Demografie
Componența lingvistică a localității Ciudnivți
     Ucraineană (98,42%)
     Rusă (1,58%)
Conform recensământului din 2001, majoritatea populației localității Ciudnivți era vorbitoare de ucraineană (98,42%), existând în minoritate și vorbitori de rusă (1,58%).